# Sega Game Gear
Sega Game Gear (яп. ゲームギア Гэ:му Гиа) — 8-битная портативная игровая система четвёртого поколения, выпущенная компанией Sega. Система поступила в продажу 6 октября 1990 года в Японии, в апреле 1991 года — в Северной Америке и Европе, и в 1992 году — в Австралии. Game Gear создавалась как прямой конкурент Game Boy от Nintendo, отличаясь цветным экраном с подсветкой и возможностью играть в условиях низкой освещенности. Несмотря на это, система имела несколько недостатков, включая высокое потребление энергии и относительно небольшую библиотеку игр, что не позволило ей обогнать своего основного конкурента по продажам.
При разработке Game Gear было решено использовать аппаратную часть на основе Master System. Внутри Game Gear установлен 8-битный процессор Zilog Z80 с тактовой частотой 3,5 МГц, а также 8 КБ оперативной памяти и дополнительные 16 КБ видеопамяти. Питание Game Gear осуществляется от шести батареек типа АА, обеспечивающих от 3 до 5 часов работы. Система имеет дисплей диагональю 3,2 дюйма (81 мм), способный отображать до 32 цветов из палитры в 4096 цветов. Сходство с архитектурой Master System позволило проводить лёгкий перенос игр Master System на Game Gear.
В ходе своего существования Game Gear получила ряд модификаций и аксессуаров, включая телевизионный тюнер и адаптер для игр от Master System. Для платформы было выпущено более 300 игр, включая порты с Master System. Хотя Game Gear продалась количеством более 11 миллионов устройств, со временем она получила смешанные отзывы и не смогла обойти Game Boy по уровню продаж и популярности. Sega прекратила производство Game Gear в 1997 году, но в 2000 году компания Majesco Entertainment выпустила по лицензии бюджетную версию системы. В 2020 году на 60-летие компании Sega было выпущено специальное издание Game Gear Micro и новая игра для системы — GG Aleste 3.

## История
Игровая система Game Gear, разработанная под названием «Project Mercury», была впервые выпущена в Японии 6 октября 1990 года, в Северной Америке и Европе — в 1991 году, а в Австралии — в 1992 году. Первоначально Game Gear продавалась по цене 19 800 иен в Японии, 149,99 долларов США в Северной Америке и 99,99 фунтов стерлингов в Европе. Game Gear была разработана для конкуренции с портативной игровой системой Game Boy, которую корпорация Nintendo выпустила в 1989 году. Решение о создании портативной игровой системы было принято тогдашним генеральным директором Sega Хаяо Накаямой, а название выбрал недавно назначенный генеральный директор Sega of America Майкл Кац. И председатель совета директоров Sega Исао Окава, и соучредитель компании Дэвид Розен одобрили название. Система была разработана в качестве портативной версии Master System и обладала более высокими характеристиками, чем Game Boy, такими как полноцветный экран, в отличие от монохромного экрана своего конкурента. По словам бывшего руководителя отдела исследований и разработки аппаратного обеспечения консолей Sega Хидэки Сато, Sega рассматривала чёрно-белый экран Game Boy как «возможность создать собственную цветную портативную систему».
Чтобы сделать дизайн Game Gear лучше, чем у конкурента, Sega смоделировала устройство похожим по форме на игровой контроллер приставки Mega Drive. Идея заключалась в том, что изогнутые поверхности и большая длина сделают Game Gear более удобной чем Game Boy. Вес приставки тщательно продумывался с самого начала разработки, планировалось чтобы итоговый вес приставки находился между Game Boy и Atari Lynx, другого конкурирующего продукта с полноцветным экраном. Несмотря на сходство Game Gear с Master System, игры последней не запускались напрямую на Game Gear, и в них можно было играть только с помощью аксессуара под названием Master Gear. В комплект с Game Gear изначально входила игра Columns, похожая на игру Tetris, которую Nintendo включила в комплект с Game Boy.
Sega отставала по продажам от Nintendo из-за отсутствия портативного устройства на рынке, и вышла на него довольно поздно, поэтому компания поспешила побыстрее доставить Game Gear в магазины. В качестве одного из методов достижения этой цели Sega взяла за основу аппаратное обеспечение Master System, но с гораздо большей цветовой палитрой, чем у предшественника: Game Gear могла одновременно выводить 4096 цветов по сравнению с 64 цветами, поддерживаемыми Master System. Отчасти это было сделано для того, чтобы игры для Master System можно было легко перенести на Game Gear. Хотя Game Gear была разработана с расчётом на технологическое превосходство над Game Boy, за её конструкцию пришлось заплатить временем автономной работы: если Game Boy могла работать более 30 часов от четырёх батареек типа AA, то Game Gear требовалось шесть батареек типа AA, и она могла работать только три-пять часов. Благодаря быстрому запуску в Японии портативная система в первые два дня продалась в количестве 40 000 единиц, в течение месяца — 90 000, а количество резерваций под заказ на систему составило более 600 000. По словам Роберта Ботча, директора по маркетингу Sega of America, «существует явная потребность в качественной портативной системе, обеспечивающей функции, которые не смогли обеспечить другие системы. Это означает удобную для просмотра полноцветную графику и захватывающие качественные игры, которые понравятся всем возрастам».

### Маркетинг
Перед выходом Game Gear в 1990 году Sega уже добилась успеха в продвижении своей 16-битной домашней системы Sega Mega Drive, рекламируя её как «более взрослую» платформу для игроков. Придерживаясь того же подхода, Sega представила Game Gear как «взрослую» альтернативу Game Boy. Хотя в Японии рекламная кампания Sega была ориентирована на другую аудиторию и включала рекламные ролики с женщинами, демонстрирующими портативную систему, в мировом масштабе Sega активно позиционировала Game Gear как «более крутую» консоль, нежели Game Boy.
На рынке Северной Америки Sega активно использовала стратегию сравнительного маркетинга для продвижения Game Gear. В своих рекламных роликах компания ставила новую портативную систему в один ряд с Game Boy, однако пользователей последнего представляла в невыгодном свете, изображая их как лиц с избыточным весом и низким уровнем образования. Большая часть этих роликов была озвучена «Криком Sega». В одной из рекламных акций 1994 года прозвучала фраза: «Если бы вы были дальтоником и имели IQ меньше 12, то вам было бы всё равно, какую портативную консоль выбрать». Такая реклама вызвала возмущение со стороны Nintendo, которая попыталась организовать протесты против Sega за оскорбления людей с ограниченными возможностями. В ответ на это президент Sega of America, Том Калинске, заявил, что Nintendo «должна уделить больше времени улучшению своих продуктов и маркетинговых стратегий, вместо того чтобы заниматься закулисными действиями». Однако в целом эти споры никак не сказались на продажах Game Gear.
Европа и Австралия были последними регионами, где начала продаваться Game Gear. Задержка с запуском привела к тому, что некоторые покупатели были готовы заплатить до 200 фунтов стерлингов и занимались частным импортом системы. Когда Game Gear наконец-то дебютировала в Европе, дистрибьютор видеоигр Virgin Mastertronic установил цену в 99,99 фунтов стерлингов, что делало систему дороже Game Boy, но дешевле Atari Lynx. В Великобритании рекламная кампания включала в себя слоган «Чтобы быть настолько хорошим, нужно быть Sega», а также рекламные ролики с байкером, у которого в руках был Game Gear. В январе 1992 года в Великобритании доля Game Gear на рынке портативных игровых систем составила 16 %, а к декабрю 1992 года увеличилась до 40 %.

### Закат
Sega не смогла обеспечить должную поддержку своей портативной системы Game Gear, поскольку главное внимание было уделено домашним системам. Благодаря успешным продажам Mega Drive и активной поддержке двух её дополнений, Sega CD и 32X, а также разработке новой 32-битной системы Sega Saturn, компания не уделяла должного внимания Game Gear. К марту 1996 года было продано 10,62 миллиона устройств Game Gear (включая 1,78 миллиона в Японии), но эти цифры не смогли сравниться с объемами продаж главного конкурента — Game Boy, который продался в десять раз большим тиражом. Дальнейшие продажи Game Gear ещё больше пострадали после выпуска компанией Nintendo компактной версии Game Boy — Game Boy Pocket, который работал на двух батарейках типа AAA.
Планировалось создание 16-битного преемника Game Gear. Тем не менее новая портативная система так и не появилась, и Sega представила только Nomad — портативный вариант Mega Drive. При этом Nomad задумывалась как дополнение к Game Gear, а не замена. В пресс-релизах перед выпуском Nomad представители Sega заявляли, что компания не планирует отказываться от поддержки Game Gear в пользу Nomad, полагая, что «обе системы могут сосуществовать». Nomad была выпущена в 1995 году, а затем Sega официально прекратила поддержку Game Gear в 1996 году в Японии и в 1997 году по всему миру.
Хотя Sega к 2000 году прекратила поддержку Game Gear, компания Majesco Entertainment выпустила по лицензии собственную версию этой портативной системы по цене всего 30 долларов США, при этом стоимость игр составляла 15 долларов. Были выпущены новые игры, включая порт Super Battletank и переиздания Jungle Book и Sonic Spinball . Эта версия была совместима со всеми предыдущими играми для Game Gear, но не работала с TV-тюнером и некоторыми адаптерами. Спустя десять лет, 2 марта 2011 года, корпорация Nintendo объявила, что в рамках их сервиса Virtual Console на Nintendo eShop будут представлены игры с Game Gear.

## Технические характеристики

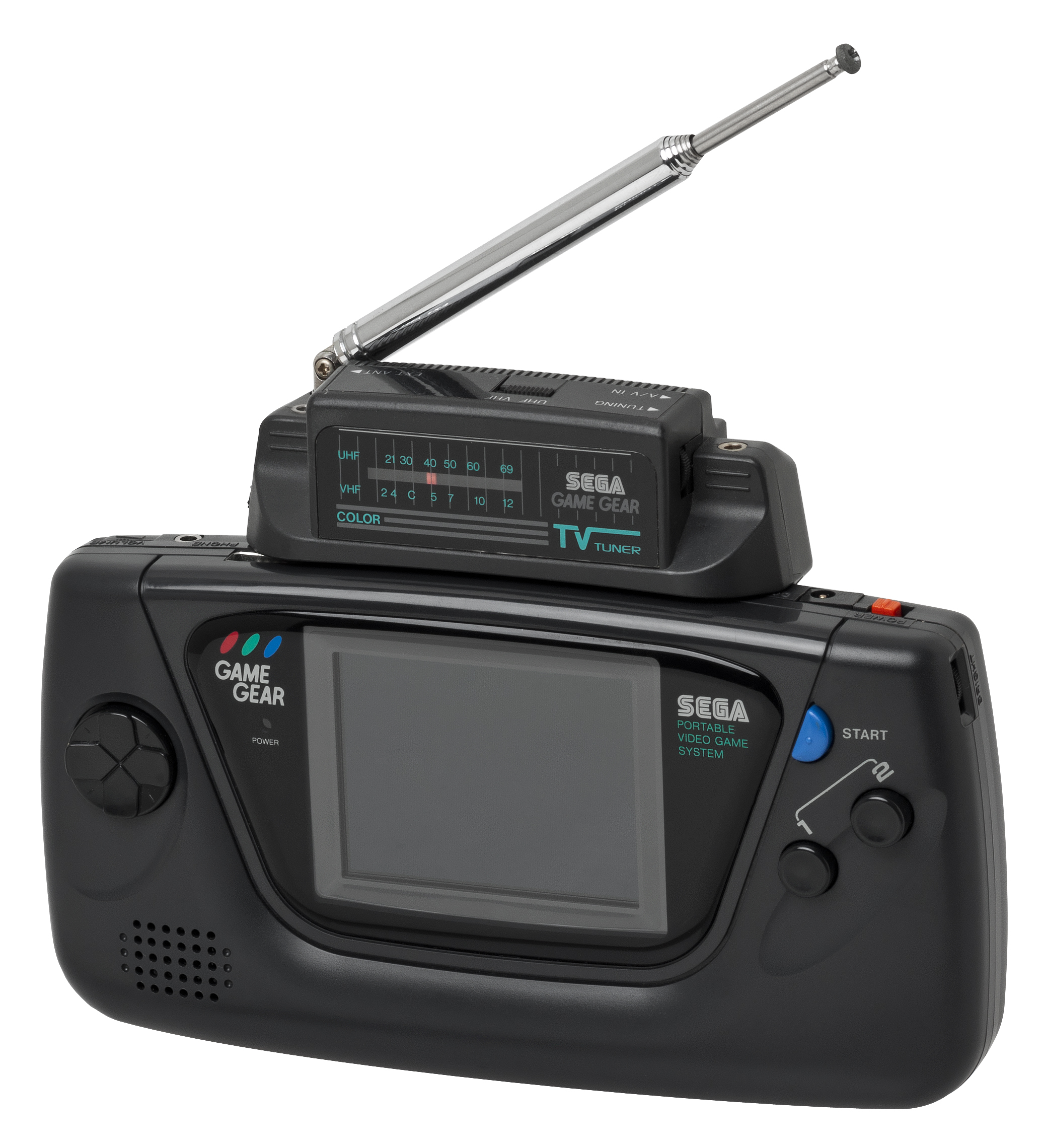
Game Gear с установленным телевизионным тюнером

Game Gear — портативная игровая система, разработанная для игры в горизонтальном положении. Внутри устройства установлен 8-битный процессор Zilog Z80 с тактовой частотой 3,5 МГц, который также использовался в игровой системе Master System. Дисплей устройства диагональю 3,2 дюйма (81 мм) способен отображать до 32 цветов из палитры в 4096 цветов с частотой кадров 59,922751013551 Гц при разрешении в 160x144 пикселей. Дисплей имеет подсветку, что позволяет играть в условиях низкой освещенности. Питание Game Gear осуществляется от шести батарей типа АА, обеспечивающих от 3 до 5 часов работы. С целью продления работы от батарей и экономии денег для пользователей, Sega выпустила два типа внешних аккумуляторов для Game Gear. Система оснащена 8 КБ оперативной памяти и дополнительными 16 КБ видеопамяти. Звук воспроизводится при помощи программируемого звукогенератора Texas Instruments SN76489, также используемого в Master System, но, в отличие от неё, Game Gear поддерживает стереозвук через выход для наушников. Размеры Game Gear составляют 210 мм в ширину, 113 мм в высоту и 38 мм в глубину.
За время производства Game Gear был разработан ряд дополнительных аксессуаров. Среди них был вставляемый в слот для картриджей телевизионный тюнер, который превращал Game Gear в портативный телевизор, позволяя принимать аналоговые телевизионные сигналы. Несмотря на его довольно высокую стоимость, равную 74,99 фунтов стерлингов (эквивалентно 103 долларов США на тот момент), этот аксессуар привлек внимание коллекционеров и повысил интерес к системе. В ассортименте присутствовал аксессуар под названием Super Wide Gear, предназначенный для увеличения изображения на экране Game Gear, что компенсировало его небольшой размер. Выпускался адаптер Car Gear, который подключается к прикуривателю автомобиля для питания системы в пути. С помощью кабеля Gear to Gear (или VS Cable в Японии) можно установить связь между двумя системами Game Gear и играть в многопользовательские игры. Адаптер под названием Master Gear позволяет Game Gear запускать игры от Master System.
За время своего производства Game Gear пережила множество модификаций. В одной из поздних версий представлены модели разных цветов. В Северной Америке был выпущен «спортивный вариант» голубого цвета, который комплектовался играми World Series Baseball '95 или The Lion King. Также была представлена белая версия, которая поставлялась вместе с телевизионным тюнером. Также была выпущена красная модель, созданная в рамках сотрудничества с Coca-Cola и комплектующаяся игрой Coca-Cola Kid. Для японского рынка была выпущена специальная версия Kids Gear, ориентированная на детей.

## Игровая библиотека
В общей сложности для Game Gear было выпущено свыше 300 игр, хотя на момент выхода системы на рынок доступны были всего шесть игр. Начальные цены на игровые картриджи варьировались от 24,99 до 29,99 долларов США. Картриджи имели чёрные пластиковые корпуса с округлёнными краями, что облегчало их извлечение. На этой платформе выходили такие игры, как Sonic the Hedgehog, The G.G. Shinobi, Space Harrier, а также Land of Illusion Starring Mickey Mouse, которую издание GamesRadar+ признало лучшей игрой для системы. Большая часть библиотеки Game Gear состоит из портированных с Master System игр. Благодаря схожести характеристик двух консолей и горизонтальной ориентации экрана Game Gear, портирование игр с Master System оказалось достаточно простым процессом.
Поскольку Nintendo контролировала рынок консольных видеоигр, у Sega было немного возможностей привлечь сторонних разработчиков к созданию игр для своей платформы. Это привело к тому, что библиотека Game Gear в основном пополнялась путём портирования игр с Master System. В то же время это обеспечило наличие уникальных игр, которые не были доступны на других портативных системах, что привлекло покупателей, которые выбирали между Game Gear, Atari Lynx и NEC TurboExpress. Несмотря на то, что в библиотеке Game Gear было более 300 игр, у её основного конкурента Game Boy их было более 1000. Некоторые игры для Game Gear были переизданы в сервисе Virtual Console для Nintendo 3DS, при этом работу по эмуляции выполнила компания M2.

## Game Gear Micro
3 июня 2020 года, отмечая свое 60-летие, компания Sega представила ретроконсоль Game Gear Micro. Это устройство вышло в Японии 6 октября 2020 года и представлено в четырёх вариантах, отличающихся цветом и набором игр. Каждый вариант содержит четыре разные игры для Game Gear. При этом все модели одинаковы по размерам (80 мм × 43 мм × 20 мм) и оснащены дисплеем диагональю в 29 мм, а питание обеспечивается от двух батареек AAA или через USB-зарядку. Все устройства также снабжены аудиоразъемом. Покупатели, сделавшие предзаказ на все четыре модели, получили увеличительное приспособление, вдохновлённое оригинальным аксессуаром Big Window. В декабре 2020 года вместе со сборником игр Aleste Collection поставлялась специальная версия устройства (выпущенная компанией M2 и лицензированная Sega). В этой версии была включена новая игра для Game Gear — GG Aleste 3, а также четыре других игры из серии Aleste.

## Восприятие и наследие
Несмотря на то, что Game Gear опередила по продажам Atari Lynx и NEC TurboExpress, она все же значительно уступала Game Boy на рынке портативных игровых систем. Со временем ретроспективные взгляды на систему становились смешанными. В 2008 году издание GamePro поместило Game Gear на 10-е место в своем списке «10 худших по продажам хэндхелдов всех времен», указав на проблемы с технологическими решениями. Однако журнал признал, что Game Gear смогла добиться определенного успеха, продавшись количеством более 11 миллионов устройств. Блейк Сноу из GamePro заметил, что, несмотря на успех, относительно высокая стоимость, быстрая разрядка батареек и недостаток захватывающих игр в итоге не позволили Sega выпустить достойного преемника для Game Gear. В интервью журналу Famitsu DC в ноябре 1998 года Хидэки Сато заявил, что, несмотря на то, что Game Gear заняла значительную долю рынка портативных игровых систем, из-за беспрецедентного успеха Game Boy от Nintendo, который забрал слишком большую часть рынка, их успех всё ещё воспринимается как провал, что, по его мнению, несправедливо.
Ресурс GamesRadar+ высоко оценил игровую систему Game Gear и её библиотеку игр, отметив: «С её 8-битным процессором и ярким цветным экраном это была, по сути, Sega Master System, которую можно было взять с собой. Сколько батарей мы истратили, играя в Sonic, Madden и Road Rash в автобусе, машине или тайком ночью? На Game Boy такое было невозможно!». В то же время Леви Бьюкенен из IGN посчитал, что главным недостатком Game Gear была её меньшая игровая библиотека в сравнении с Game Boy: «Несмотря на большую мощность и цветной экран, Game Gear не смогла превзойти своего главного конкурента по качеству игр. Контент и инновации важнее технологий — это та формула, которую Nintendo использует сейчас для продвижения DS и Wii». Тем не менее позже Бьюкенен выделил отдельные игры из библиотеки Game Gear, утверждая, что «некоторые переработки игр с Master System оказались очень хорошими». Журнал Retro Gamer обратил внимание на то, что Sega смогла удержаться на рынке портативных игровых систем с помощью Game Gear. Он отметил, что «среди всех портативных консолей, которые бросали вызов могуществу Nintendo и в конечном итоге проигрывали, Game Gear от Sega держалась дольше всего, уступив по объёму продаж только Sony PSP. Для её поклонников Game Gear всегда будет классическим игровым устройством, наследие которой живёт и по сей день».